# Hieronim ze Strydonu
Hieronim ze Strydonu (łac. Eusebius Sophronius Hieronymus, gr. Εὐσέβιος Σωφρόνιος Ἱερώνυμος, cs. Блаженный Иероним Стридонский; ur. w 331 albo 347 w Strydonie, zm. 30 września 419 albo 420 w Betlejem) – apologeta chrześcijaństwa; święty Kościoła katolickiego, i koptyjskiego i Cerkwi prawosławnej, wyznawca i doktor Kościoła. Jego największym dokonaniem jest tłumaczenie tekstu Pisma Świętego z języków oryginalnych, greckiego i hebrajskiego, na łacinę. Przekład ten, znany jako Wulgata, wciąż należy do znaczących tekstów biblijnych Kościoła rzymskokatolickiego i jest jego oficjalnym tłumaczeniem.

## Życiorys

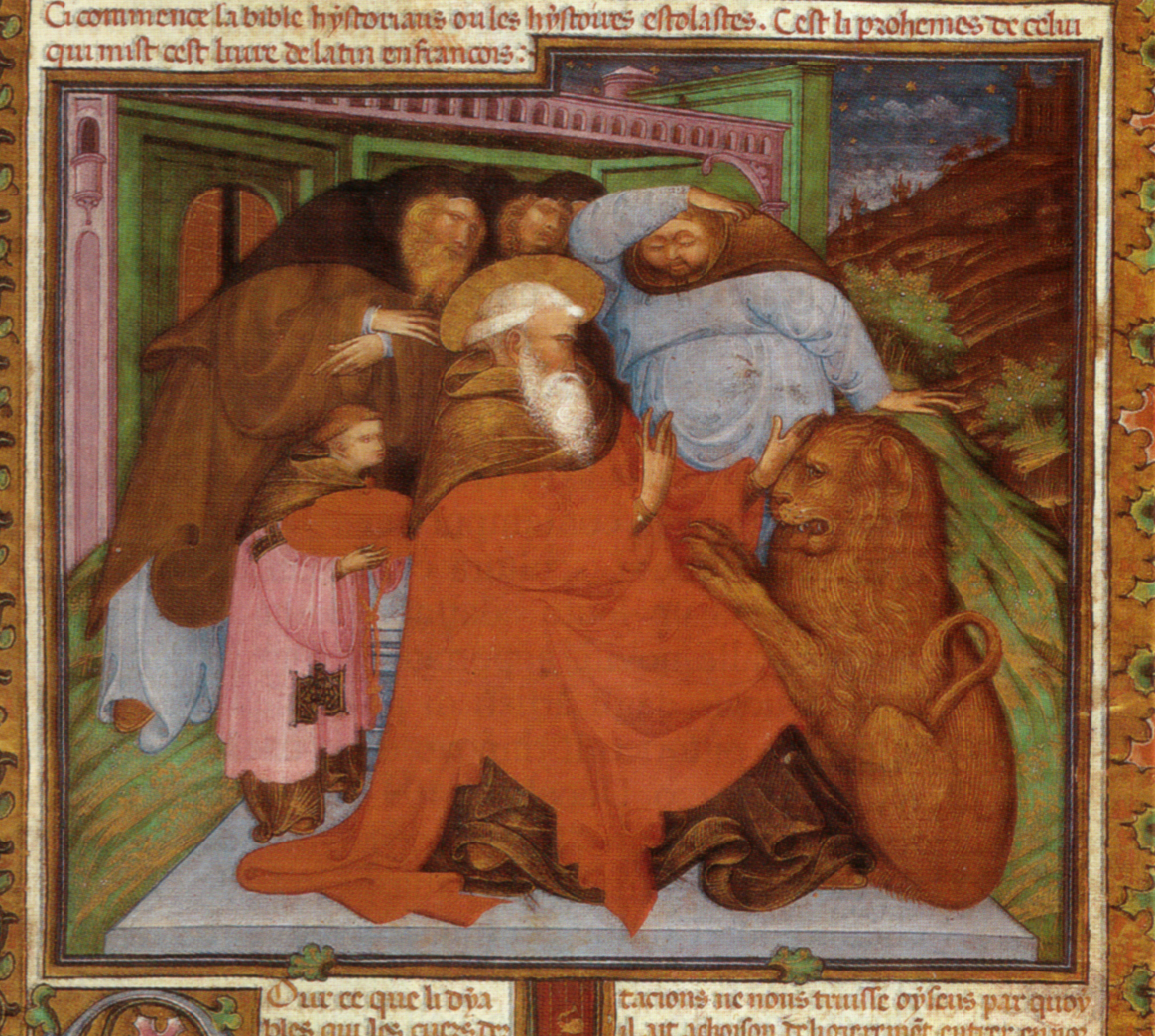
Św. Hieronim z lwem, Belbello da Pavia, z iluminowanej Biblii Mikołaja III d’Estego, Biblioteka Watykańska, 1440–1450

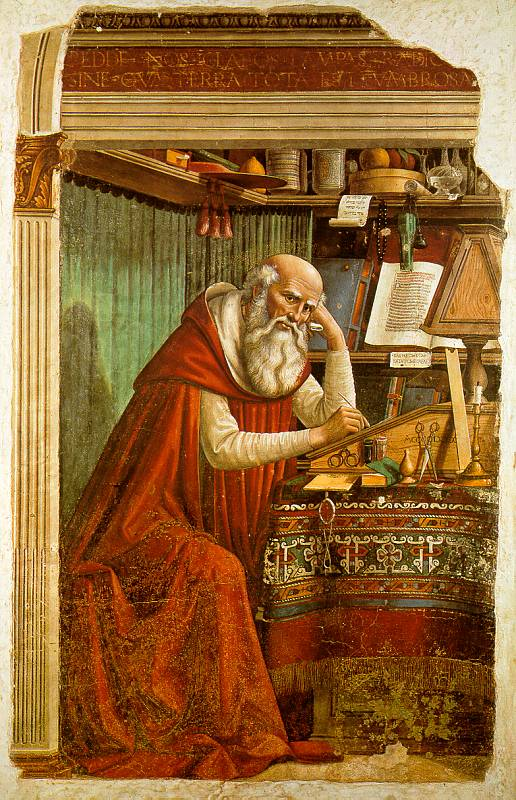
Św. Hieronim, Domenico Ghirlandaio

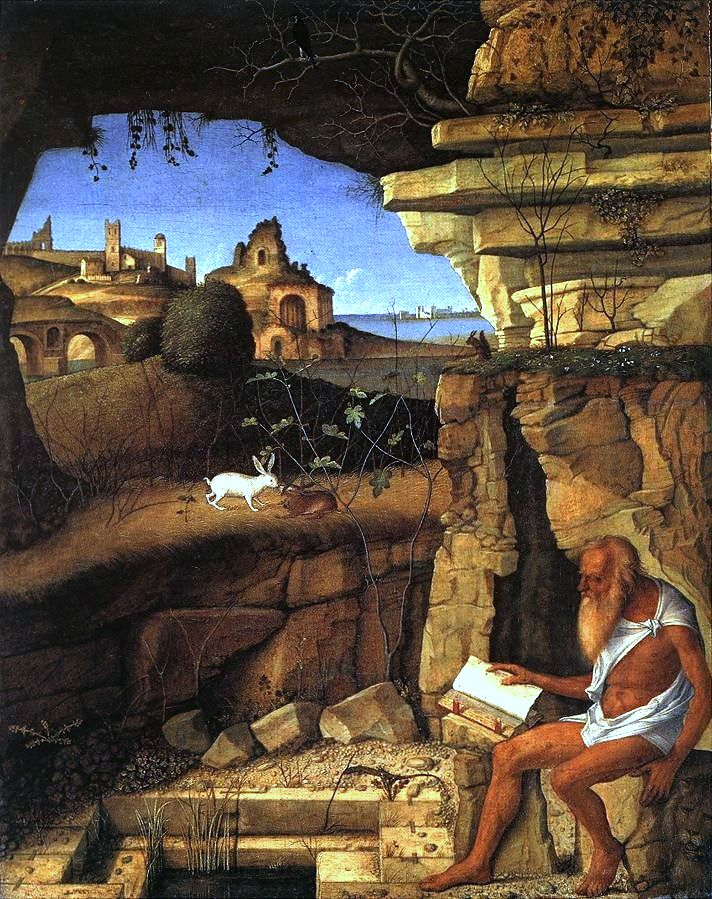
Św. Hieronim, Giovanni Bellini

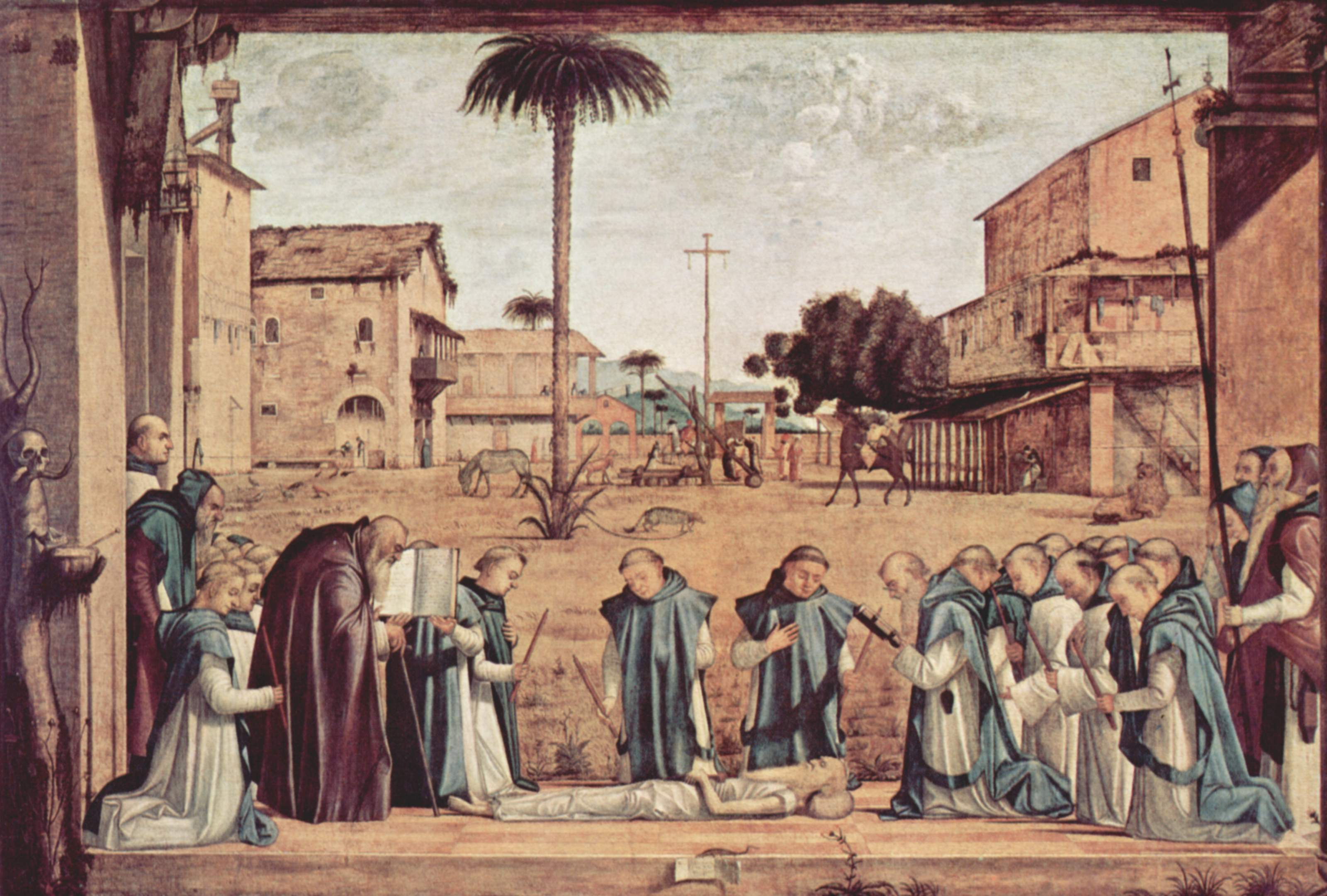
Pogrzeb św. Hieronima, Vittore Carpaccio

Hieronim urodził się najprawdopodobniej w 331 roku. Data ta jest znana dzięki Prosperowi z Akwitanii. Część dwudziestowiecznych badaczy postulowała przesunięcie daty urodzin na rok 347. Jednak analiza zwrotów jakich używał względem siebie Hieronim w korespondencji nakazuje przyjąć datę 331 jako prawidłową. Miejscem jego urodzenia był Strydon – miasto leżące na granicy Panonii z Dalmacją, które zostało zniszczone około 379 roku przez Gotów. Ojcem Hieronima był Euzebiusz, natomiast nie ma informacji o jego matce. Miał dwoje młodszego rodzeństwa: brata Pauliniana i nieznaną z imienia siostrę. Rodzina była majętna i choć byli chrześcijanami, Hieronim nie został ochrzczony w dzieciństwie.
Podstawowe wykształcenie odebrał w szkole w Strydonie. W wieku jedenastu bądź dwunastu lat został wysłany na dalszą edukację do Rzymu, gdzie udał się wraz ze swoim przyjacielem Bonozusem. Studiował pod kierunkiem Eliusa Donata przede wszystkim gramatykę i literaturę klasyczną, ale także arytmetykę oraz nauki przyrodnicze. Po pięciu latach ukończył naukę u Donata i wstąpił do szkoły retoryki. Jego najbliższymi przyjaciółmi byli wówczas Rufin z Akwilei, Pammachiusz z Numidii i Heliodor z Altinum. W czasach studenckich często poddawał się namiętnościom cielesnym, czego w późniejszym życiu głęboko żałował. Jeszcze podczas pobytu w Rzymie postanowił przyjąć chrzest, co nastąpiło przed 366 rokiem.
Między około 368 a 372 rokiem przebywał w Trewirze, Galii, Dalmacji i północno-wschodniej Italii. Podczas pobytu w Trewirze zdecydował, że chce podjąć bardziej zaangażowane życie chrześcijańskie niż dotychczas. W Akwilei ponownie spotkał Rufina i Heliodora oraz poznał Ewagriusza z Antiochii, a w Strydonie odwiedził swoją rodzinę. Ponieważ relacje Hieronima z rodzicami były chłodne, opuścił on Italię i udał się na wschód. Około 373 roku udał się do Jerozolimy, jednak zatrzymał się w Antiochii. Wówczas poważnie zachorował i odłożył swoją dalszą podróż, koncentrując się na wyzdrowieniu i doskonaleniu znajomości greki. W 374 roku przeżył drugie nawrócenie, które spowodowało odcięcie się od literatury klasycznej (np. Horacego, Cycerona czy Wergiliusza) i skupienie się na studiowaniu świętych ksiąg. Opuścił Antiochię i udał się na Pustynię Syryjską, osiedlając się niedaleko Chalkis ad Balem. Zamieszkał w jaskini, żywiąc się płodami z uprawianego przez siebie skrawka ziemi. Poza kontemplacją i pokutą zajmował się również przepisywaniem książek. Zgłębiał wiedzę z zakresu języka greckiego, a także zaczął uczyć się syryjskiego i hebrajskiego. Został tam wówczas wplątany w spór z chrześcijan z arianami, bowiem każda z frakcji chciała żeby opowiedział się po ich stronie. Eskalacja konfliktu zmusiła Hieronima do opuszczenia pustyni i powrotu do Antiochii w 376 albo 377 roku.
W Antiochii stanął po stronie biskupa Paulina i papieża Damazego przeciwko arianom. Dzięki nakłonom Paulina, Hieronim przyjął święcenia kapłańskie. Mimo tego nigdy nie wykonywał obowiązków kapłana, skupiając się na życiu mniszym. Uczestniczył w wykładach biblijnych Apolinarego z Laodycei i napisał życiorys Pawła z Teb. Około 379 roku opuścił Antiochię i udał się do Konstantynopola, by spotkać Grzegorza z Nazjanzu. Ponieważ znał już wystarczająco dobrze języki obce, zaczął tam prace nad tłumaczeniami, a jednym z jego pierwszych dzieł były „Kroniki” Euzebiusza z Cezarei. Kolejnym jego przedsięwzięciem było przełożenie dzieł Orygenesa. W 382 roku wyruszył, wraz z Paulinem, do Rzymu, by spotkać się z papieżem. Damazy powierzał Hieronimowi opracowania tekstów potępiających apolinaryzm, a także opiekę nad archiwami i korespondencją (stąd wziął się zwyczaj w sztuce przedstawiania go w szatach kardynalskich).
Jednym z najważniejszych przedsięwzięć jakich podjął się Hieronim był jednolity przekład Pisma Świętego na łacinę. Oryginalnym językiem Starego Testamentu był hebrajski (z wyjątkiem ksiąg deuterokanonicznych), a Nowego Testamentu – grecki. ówcześni chrześcijanie posługiwali się głównie greckim przekładem Biblii hebrajskiej czyli Septuagintą oraz Vetus latiną, która istniała w wielu różnych formach, z różniącymi się przekładami, niespójnościami, mieszaniu tekstów Ewangelii i naleciałościami z języka potocznego. Około 383/384 roku, na prośbę Damazego, rozpoczął pracę nad tłumaczeniem Biblii, zaczynając od czterech kanonicznych Ewangelii. Reszty Nowego Testamentu nie przełożył osobiście, a jedynie poprawił istniejące tłumaczenia. Dzieło to przedstawił Damazemu w 384 roku. Praca nad przekładem całego Pisma Świętego trwała około 22 lata a jej efektem była Biblia Łacińska, która została nazwana Wulgatą na soborze trydenckim.
Podczas pobytu na dworze papieskim poznał rzymskie dwie wdowy – Paulę i Marcelę, których został opiekunem duchowym. Krąg kobiet pragnących żyć w ascezie stopniowo się zwiększał, bowiem dołączyły: Asella, Marcelina, Felicyta, Lea i córki Pauli – Blezylla i Eustochia. Hieronim zachęcał kobiety do życia w dziewictwie, a pożycie małżeńskie uważał za niższy stopień doskonałości chrześcijańskiej. Spowodowało to sprzeciw niektórych Rzymian i doprowadziło do powstania traktatu Helwidiusza, który uważał małżeństwo za równowartą formę życia jak celibat i twierdził, że Maria z Nazaretu po urodzeniu Jezusa miała inne dzieci z Józefem. Hieronim potępił te poglądy w traktacie Przeciw Helwidiuszowi.
Pół roku po śmierci Damazego I, Hieronim został zaatakowany przez rzymską arystokrację i władze kościelne, nieprzychylne jego nawoływaniu do ascezy. Został także oskarżony o niemoralne prowadzenie się i uwodzenie kobiet, których był przewodnikiem duchowym. Powołano komisję, która ustnie przekazała Hieronimowi by opuścił miasto i złożył przysięgę, co zostało potem spisane jako oficjalny dokument. Latem 385 roku wyjechał z Rzymu, wraz ze swoim bratem Paulinianem i przyjacielem Wincentiuszem. W drodze do Ziemi Świętej towarzyszyły mu także Paula i Eustochia, choć wyruszyły osobno, ze względu na plotki jakie pojawiły się w Rzymie. Po przebyciu Morza Śródzmiemnego, Hieronim dotarł do Seleucji, a następnie do Antiochii, gdzie odwiedził biskupa Paulina. Tam spotkał się ponownie z Paulą i Eustochią i wspólnie wyruszyli do Ziemi Świętej. Zimą 385 roku przybyli do Jerozolimy. Po około rocznym pobycie i zwiedzaniu miejsc w których działał Chrystus, udali się w podróż do Egiptu. W aleksandryjskiej szkole katechetycznej Hieronim słuchał nauk niewidomego katechety Dydyma. Następnie udali się do Nitrii, gdzie około 330 roku asceta Ammonas założył kolonię monastyczną. Następnie wrócili do Palestyny i przez Majumę zawędrowali do Betlejem, gdzie postanowili osiąść na stałe.
Paula sfinansowała budowę dwóch klasztorów – na czele męskiego domu stanął Hieronim. W życiu mniszym posiłkował się pierwszą regułą zakonną, autorstwa Pachomiusza Starszego, którą przełożył na łacinę. Pogłębiał swoją naukę języka hebrajskiego, aby móc kontynuować pracę nad tłumaczeniem Biblii. Co jakiś czas odwiedzał Cezareę, by skorzystać z zasobów tamtejszej biblioteki. Jednym z ważniejszych zadań, jakie pełnił w Betlejem było głoszenie kazań, w których objaśniał wersety Biblii. Oprócz tego skupił się na pisaniu kolejnych tłumaczeń. Najważniejszym było stworzenie nowej, poprawionej łacińskiej wersji Starego Testamentu, nad czym zaczął pracować pod koniec lat 80. IV wieku. Początkowo bazował na Septuagincie, jednak około 390 roku porzucił ten pomysł i zabrał się za tłumaczenie całości bezpośrednio z hebrajskiego. Praca ta została ukończona około 405/406 roku. Ściągnęła ona na Hieronima krytykę konserwatywnych pisarzy i dostojników kościelnych, a jednym z najzagorzalszym adwersarzy został Rufin z Akwilei – dawny przyjaciel Hieronima. Ważnym elementem twórczości Hieronima była także patrystyka – opisał on życiorysy wielu pisarzy chrześcijańskich i ludzi Kościoła.
Na początku 393 roku został poproszony przez swojego dawnego przyjaciela Pammachiusza, by napisać traktat przeciwko Jowinianowi. Skrytykował rzymskiego mnicha przede wszystkim za jego lekceważenie celibatu i ascezy oraz zrównywanie dziewictwa z małżeństwem. Traktat był jednak pełen obelg względem Jowiniana i obfitował w zwroty poniżające małżeństwo, co spowodowało skutek odwrotny od zamierzonego. Przyjaciele Hieronima z Italii usiłowali zniszczyć kopie pamfletu i poprosili autora o napisanie kolejnej, bardziej wyważonej wersji. Ten zgodził się, lecz stanowiło to dla niego zawód.
Kolejny konflikt miał miejsce pomiędzy Hieronimem, Rufinem z Akwilei Epifaniuszem z Salaminy, i Janem z Jerozolimy. Istotą sporu była teologia Orygenesa, którą podziwiali Hieronim, Rufin i Jan, w przeciwieństwie do Epifaniusza. Ten ostatni wysłał do Ziemi Świętej swoich zwolenników by nakłonić Strydończyka i Akwilejczyka do wyrzeczenia się poglądów Orygenesa. Hieronim na to przystał, jednak Rufin stanowczo odmówił, co spowodowało złość dawnego przyjaciela i pogłębiła podziały. Rufin stanął po stronie Jana, natomiast Hieronim – po stronie Epifaniusza, którego misja zakończyła się niepowodzeniem. Po tym gdy w 394 roku Epifaniusz wyświęcił na prezbitera brata Hieronima – Pauliniana – biskup Jan ekskomunikował mnichów z Betlejem i zabronił im wchodzić do kościoła Narodzenia Pańskiego. Rok później Flawiusz Rufin nakazał Hieronimowi i jego towarzyszom opuścić Palestynę, jednak nakaz ten nie wszedł w życie ze względu na najazd Hunów. O mediację pomiędzy zwaśnionymi stronami zwrócono się do biskupa Aleksandrii Teofila, jednak pierwsza próba zakończyła się całkowitą porażką. Druga misja miała miejsce w 397 roku i dzięki pojednawczym gestom Hieronim i Jan pojednali się (Jan uznał święcenia Pauliniana, a Hieronim i Epifaniusz zaprzestali ataków na biskupa ws. orygenizmu). Spór ożył w 399 roku kiedy to Teofil potępił orygenizm i nawiązał korespondencję z Hieronimem. Sprzyjała temu także sytuacja w Rzymie, bowiem nowy papież Anastazy I również był krytykiem Orygenesa. Skutkiem tego Rufin napisał traktat Apologia przeciw Hieronimowi w 401, w którym oskarżał dawnego przyjaciela o szerzenie oszczerstw na jego temat. Jeszcze w tym samym roku Hieronim się o tym dowiedział i napisał Apologię przeciw Rufinowi. Gdy list dotarł do Akwilei, biskup Chromacjusz poprosił Rufina o niewysyłanie publicznej odpowiedzi, a do Hieronima napisał z prośbą o zachowanie pokoju. Rufin napisał więc prywatny list, w którym zagroził upublicznieniem faktów związanych z wyjazdem Strydończyka z Rzymu w 385 roku. Wobec tego Hieronim nie usłuchał Chromacjusza i opublikował kolejną część swojej Apologii przeciw Rufinowi. To wydarzenie definitywnie zakończyło przyjaźń między nimi.
Pod koniec IV wieku poważnie zachorował, przez co jego prace nad tłumaczeniami i komentarzami biblijnymi zostały przerwane. Jedną z prawdopodobnych przyczyn słabego zdrowia było załamanie nerwowe. Ponadto wspólnoty klasztorne borykały się z problemami finansowymi, więc Hieronim poprosił swojego brata aby udał się do Strydonu i sprzedał majątek po rodzicach.
Na początku V wieku prowadził ożywioną korespondencję z Augustynem z Hippony, w której poruszał kwestie dotyczące Pisma Świętego, a także sprawę zerwanych stosunków z Rufinem. 26 stycznia 404 roku zmarła Paula Rzymianka, która towarzyszyła Hieronimowi od czasu wyjazdu z Wiecznego Miasta. Odcisnęło to znaczne piętno na mnichu. Na przełomie roku 404 i 405 ukończył poprawiony przekład Starego Testamentu. Wkrótce potem popadł w spór z Wigilancjuszem, który zwalczał kult świętych i krytykował celibat. Napisał traktat Przeciw Wigilancjuszowi, w którym karcił poglądy adwersarza, a także jego samego. W 410 roku Hieronim przeżył kolejny cios – podczas wizygockiego złupienia Rzymu zginęli Pammachiusz i Marcela. Wkrótce potem uchodźcy ze spustoszonej Italii przybyli do Ziemi Świętej, gdzie Hieronim starał się im pomagać, przez co miał mniej czasu na pracę pisarską. Wraz z uchodźcami około 411 bądź 412 roku przybył Pelagiusz, który między innymi odrzucał tezę o grzechu pierworodnym. Wkrótce potem Hieronim napisał kilka listów w których krytykował pelagianizm. W 415 roku opracował Dialog przeciw pelagianom. Rok później klasztory Hieronima i Eustochii zostały napadnięte, budynki zniszczone, mnisi i mniszki pobici, a jeden z diakonów poniósł śmierć. Za napaścią stali najprawdopodobniej zwolennicy Pelagiusza, choć nie ma dowodów by on sam był w to zaangażowany.
Przez kolejne dwa lata Hieronim mieszkał poza klasztorem, lecz na początku 419 roku powrócił do Betlejem. W tym czasie odwiedziła go Melania Młodsza wraz z mężem Waleriuszem Pinianusem, którzy byli zwolennikami Rufina z Akwilei. Pod koniec 418 bądź na początku 419 roku zmarła Eustochia, która przewodniczyła mniszkom od czas śmierci matki – Pauli. Hieronim bardzo przeżył tę stratę. Według Kroniki Prospera z Akwitanii zmarł 30 września 420 roku. Inna biografia Hieronima (anonimowa), powstała między VI a VIII wiekiem, wskazuje na 419 rok jako datę śmierci. Został pochowany w grocie pod północną nawą kościoła Narodzenia Pańskiego.

## Dzieła
Twórczość św. Hieronima, należąca do klasyki łacińskiej literatury patrystycznej, obejmuje przede wszystkim tłumaczenia i komentarze biblijne – na czele z Wulgatą. Ale oprócz prac egzegetycznych pisał także teksty o charakterze historiograficznym. Do spuścizny doktora Kościoła należą również pisma polemiczne z zakresu teologii, jak Dialog przeciw pelagianom i duchowości – te ostatnie pisane zwłaszcza w formie licznych listów.

## Odbiór

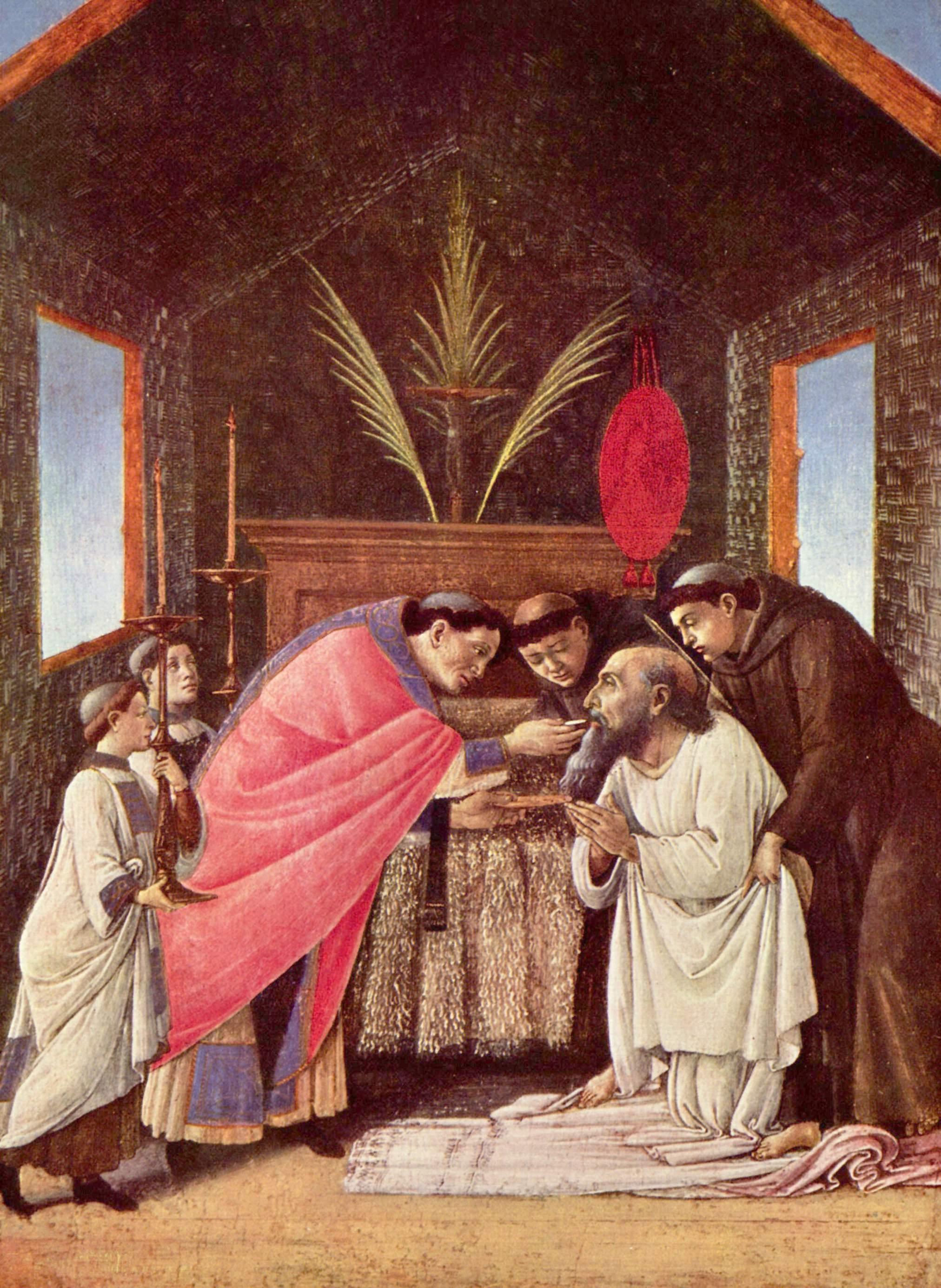
Ostatnia Komunia św. Hieronima, Sandro Botticelli

Święty Hieronim należy do największych uczonych ojców zachodniego Kościoła. W Kościele rzymskokatolickim jest on uznawany za patrona tłumaczy, bibliotekarzy oraz encyklopedystów.
Przewyższał on innych znajomością języka hebrajskiego oraz szczególną umiejętnością posługiwania się nim, które zdobył dzięki ciężkiej pracy. Hieronim zdawał sobie sprawę ze swych zalet i nie był całkowicie wolny od pokusy umniejszania zasług swoich konkurentów literackich, w szczególności Ambrożego. Z reguły wynikało to nie tyle z olbrzymiej wiedzy, którą emanował, ile z jego niemal poetyckiej elegancji, ostrego dowcipu, umiejętności dostosowania do swych potrzeb znanych lub przysłowiowych wyrażeń, a także ze skuteczności osiąganego przez niego efektu oratorskiego. Ideał ascezy był dla Hieronima przedmiotem szerszego zainteresowania oraz wzbudzał w nim więcej entuzjazmu niż rozważania teoretyczne, przez co tak ostro oceniał go Marcin Luter. Czytelnicy protestanccy nie są na ogół skłonni uznać pism Hieronima za autorytatywne, głównie z powodu jego wierności wobec tradycji kościelnej. Papież Damazy I jest dla niego bezwzględnym autorytetem, któremu całkowicie ulega, nie zdobywając się na wyrażenie własnego zdania. Skłonność do podporządkowania się autorytetowi ujawnia się równie istotnie w jego korespondencji z Augustynem (por. listy Hieronima oznaczone numerami 56, 67, 102-105, 110-112, 115-116; oraz listy Augustyna: 28, 39, 40, 67-68, 71-75, 81-82).
Niemniej, mimo pewnych wad oraz słabości, Hieronim zachowuje swą wysoką pozycję wśród zachodnich ojców Kościoła. Należy mu się ona, chociażby ze względu na olbrzymi wpływ jego łacińskiej wersji Pisma Świętego na późniejszy rozwój literatury o tematyce kościelnej i teologicznej. Protestanci natomiast uważają, iż uzyskanie przez Hieronima tytułu świętego oraz doktora Kościoła katolickiego było możliwe jedynie dzięki temu, że zerwał zupełnie z orygenistyczną szkołą teologiczną, w której został wychowany.

## Kult

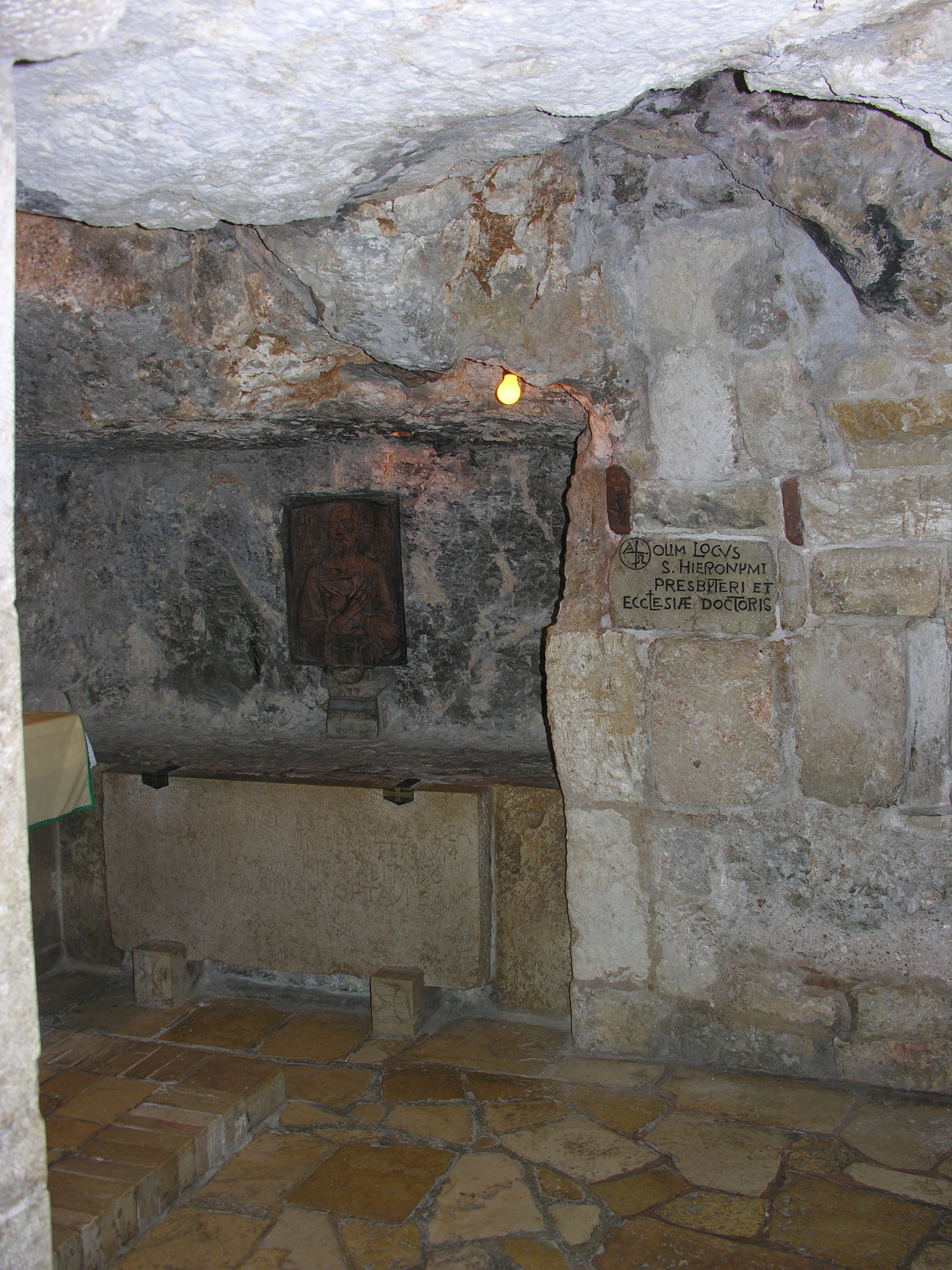
Grota św. Hieronima w Betlejem

Wkrótce po śmierci Hieronima zaczęły powstawać żywoty mówiące o jego świętości i cudach. Oddawano mu cześć w grocie w Betlejem, która jest ośrodkiem jego kultu do dziś. Miejsce to znajduje się w podziemiach franciszkańskiego kościoła św. Katarzyny, przylegającego bezpośrednio do bazyliki Narodzenia Pańskiego. Faktycznie czczone jest miejsce, w którym znajdował się grób świętego oraz drugie wykute w skale pomieszczenie nazywane Celą św. Hieronima. Obie groty są częścią zespołu podziemnych kaplic, nad którymi sprawuje opiekę Kustodia Ziemi Świętej.
W VIII wieku Hieronim został ogłoszony jednym z czterech doktorów Kościoła. Pod koniec XIII w. duchowni z bazyliki Santa Maria Maggiore w Rzymie ogłosili, że jego relikwie zostały przeniesione do ich kościoła, gdzie były czczone wraz z fragmentami żłóbka Chrystusa. Kościół św. Hieronima della Carità w Rzymie wzniesiono w miejscu, gdzie miał się znajdować dom św. Pauli, w którym święty mieszkał podczas ostatniego pobytu w tym mieście.
Został uznany jako wyznawca i doktor Kościoła.

### Patronat
Istniały cztery zakony katolickie, których patronem był św. Hieronim. Najbardziej znany z nich jest założony około 1350 roku hiszpański zakon Pustelników św. Hieronima, którego zakonników zwano hieronimitami. Posiadali oni w Hiszpanii klasztory: Eskurial, Guadalupe i Yuste (miejsce śmierci cesarza Karola V), a w Portugalii Belém. Pod koniec XV wieku powstały we Włoszech bractwa pod wezwaniem św. Hieronima, które zajmowały się działalnością charytatywną.
Święty Hieronim jest patronem archeologów, tłumaczy, biblistów, egzegetów, eremitów, księgarzy i studentów.

### Dzień obchodów
Obowiązkowe wspomnienie liturgiczne w Kościele katolickim obchodzone jest w dzienną rocznicę śmierci (30 września).
W Kościele prawosławnym kult świętego Hieronima, obdarzonego tytułem „błogosławionego”, jest dużo mniej rozpowszechniony. Prawosławni wspominają go 15/28 czerwca, tj. 28 czerwca według kalendarza gregoriańskiego.

## Ikonografia

Św. Hieronim jako ojciec Kościoła (z modelem kościoła), Andrea Mantegna

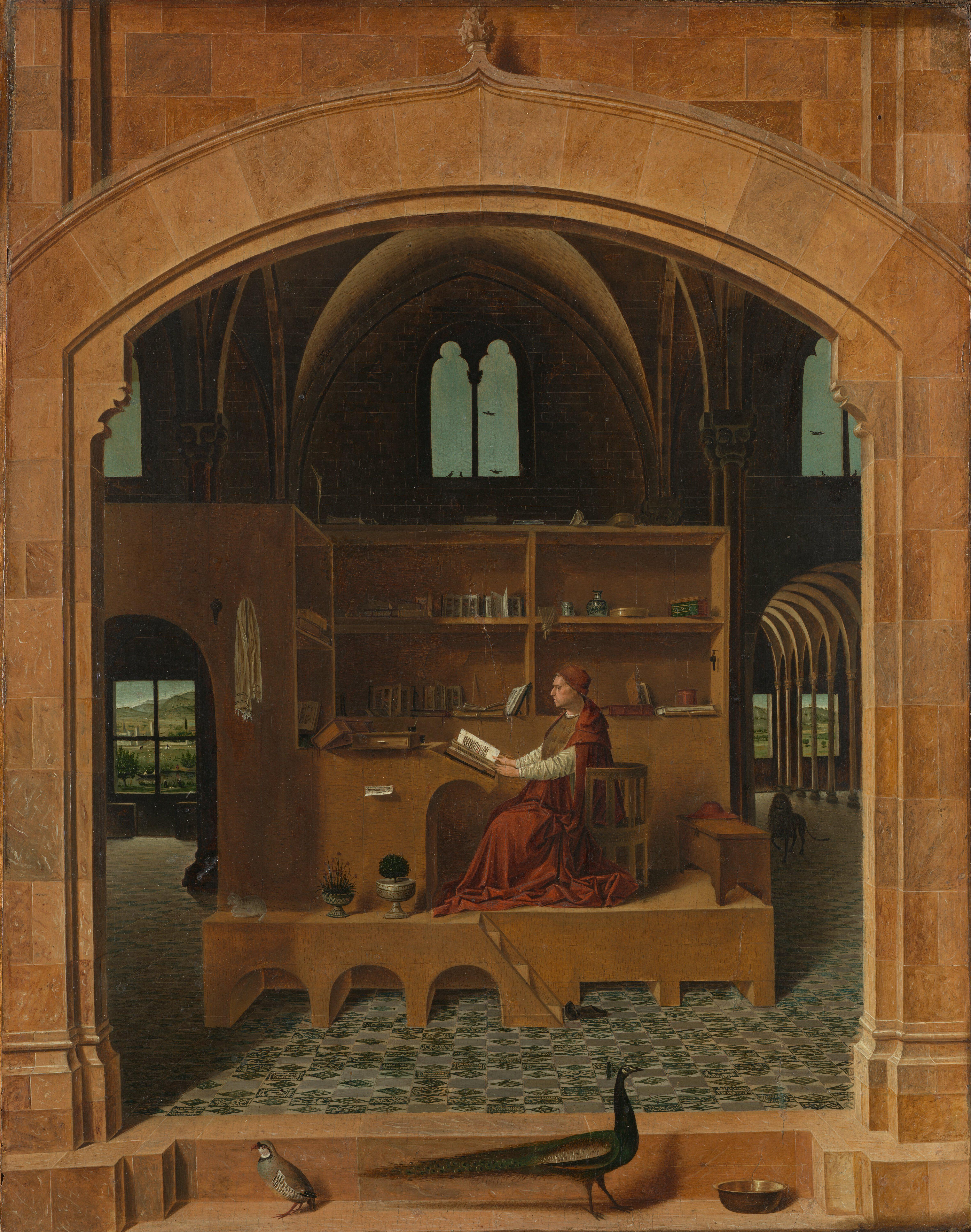
Święty Hieronim w pracowni, Antonello da Messina

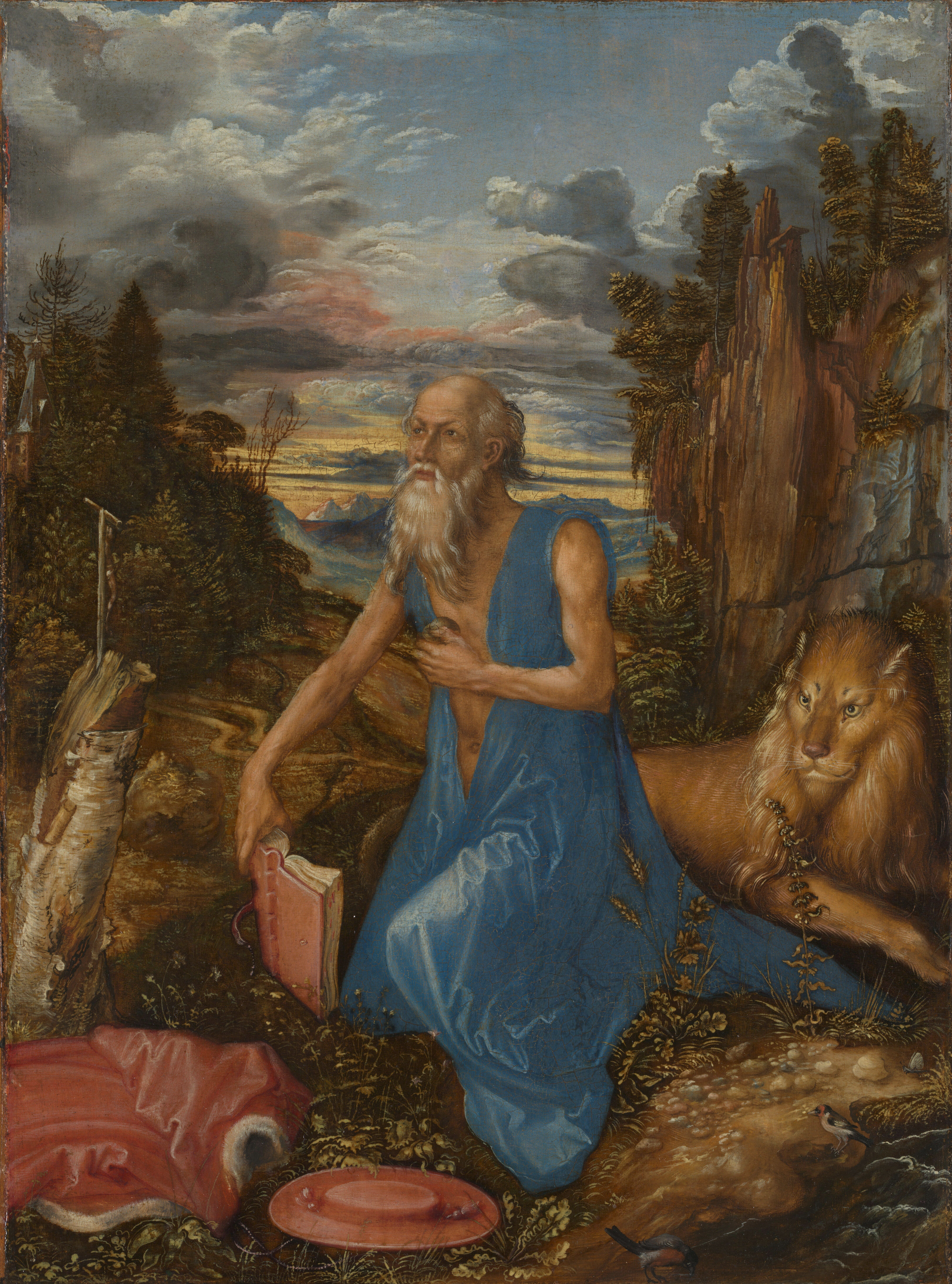
Św. Hieronim na pustkowiu, Albrecht Dürer

Przedstawienia świętego Hieronima są bardzo popularne w tradycji zachodniej, a przy tym dość różnorodne: Hieronim jest przedstawiany jako kardynał i ojciec Kościoła, jako uczony, a najczęściej jako pustelnik. Najczęściej spotykanymi atrybutami świętego są krzyż, czaszka i księga (Pismo Święte) oraz oswojony lew (nawiązujący do legendy o wyjęciu ciernia z łapy tego zwierzęcia); innymi gołębica, kamienie pokutne, klepsydra, pióro pisarskie, rylec do pisania i tabliczka, model kościoła, wielbłąd i trąba mająca przypominać Sąd Ostateczny. Na obrazach, także przedstawiających Hieronima jako pokutnika, pojawia się też czerwony kapelusz kardynalski lub inny znak świadczący o randze świętego.
- Jako ojciec Kościoła i kardynał święty jest przedstawiany najczęściej u boku biskupa Augustyna, arcybiskupa Ambrożego i papieża Grzegorza I (tzw. czterech wielkich doktorów Kościoła). Na miniaturze na odwrocie Dyptyku Boecjusza z VII wieku jest wyobrażony jako mężczyzna bez brody w średnim wieku z księgą w dłoni. Późniejsze dzieła (od końca XIII wieku) przedstawiają Hieronima jako siwowłosego, łysiejącego, długobrodego starca z kapeluszem kardynalskim, księgą i piórem. Niekiedy atrybutem świętego jest symbolizująca natchnienie Ducha Świętego gołębica bądź model kościoła, symbol obrońcy Kościoła przed herezją[106].
- Jako uczony, teolog i tłumacz, z otwartą księgą, przepisujący lub dyktujący, święty jest wyobrażony na licznych miniaturach z VII-IX wieku. Motyw studiującego w celi św. Hieronima cieszył się dużą popularnością w nowożytnej sztuce włoskiej, niemieckiej i niderlandzkiej. W ten sposób świętego przedstawiali m.in. Jan van Eyck (1442, obecnie Institute of Art w Detroit), Antonello da Messina (1456, National Gallery w Londynie), Albrecht Dürer (Muzeum Miejskie w Lizbonie), Lucas Cranach starszy (Muzeum w Darmstadt), Georges de La Tour (Luwr), Caravaggio (Galeria Borghese w Rzymie)[106].
- Jako pokutujący eremita, półnagi, o wyniszczonym ciele lub ubrany w długą szatę starzec, na ogół w towarzystwie lwa, na tle skalistego pustkowia, święty Hieronim jest przedstawiany od XV wieku; ten motyw jest szczególnie popularny w sztuce włoskiej (np. na obrazie Antonella z Messyny, znajdującym się w Musco della Magna Grecia w Reggio di Calabria lub Vittore Carpaccia w katedrze w Trogirze). W sztuce niemieckiej i niderlandzkiej pokutujący Hieronim był umieszczany na tle symbolizującego pasję leśnego krajobrazu (obrazy Dürera z 1526 i 1632 roku); szczególnym przykładem jest obraz pędzla Hieronima Boscha z 1505 roku, ukazujący leżącego św. Hieronima obejmującego krzyż na tle obumierającej roślinności (Museum voor Schone Kunsten w Gandawie). Hieronim był też przedstawiany z atrybutami umartwienia: uderzający się kamieniami w pierś (obraz Leonarda da Vinci) lub biczującego się (Georges de La Tour)[106].

Święty Hieronim występuje też w kompozycjach przedstawiających Chrystusa bądź Matkę Boską w towarzyszeniu świętych, także w typie Sacra Conversazione. Od okresu wczesnochrześcijańskiego datują się cykle, ilustrujące sceny z życia św. Hieronima; najwcześniejszym jest miniatura z 846 roku w Biblii Wiwiana. Innym przykładem jest malowidło z około 1280 roku, znajdujące się na sklepieniu górnego kościoła św. Franciszka w Asyżu. Wśród pojedynczych przedstawień scenicznych najpopularniejsza była scena, w której św. Hieronim opatruje łapę zranionego lwa, często pojawiał się też temat Kuszenie św. Hieronima na pustyni oraz Ostatnia komunia św. Hieronima.
W sztuce polskiej świętego przedstawiano według reguł ikonograficznych sztuki europejskiej. Przedstawienia św. Hieronima znajdują się m.in. w kościele Mariackim w Krakowie (ołtarz w nawie południowej), katedrze we Fromborku, kościele w Szamotułach.
W ikonografii prawosławnej Hieronim przedstawiany jest jako sędziwy, długobrody mnich w czarnym habicie, bez żadnych szczególnych atrybutów.